# پیربهار بالشتک‌سفید
پیربهار بالشتک‌سفید (نام علمی: Erigeron disparipilus) نام یک گونه از سرده پیر بهار است.